# Begonia fimbriata
Espèce
Synonymes
- Gireoudia fimbriata (Liebm.) Klotzsch[1]

Begonia fimbriata est une espèce de plantes de la famille des Begoniaceae.
L'espèce fait partie de la section Weilbachia.
Elle a été décrite en 1852 par Frederik Michael Liebmann (1813-1856).

## Répartition géographique
Cette espèce est originaire du pays suivant : Mexique.